# الدوري السعودي الدرجة الأولى للسيدات
دوري الدرجة الأولى السعودي للسيدات، هو المستوى الثاني لكرة القدم للسيدات في المملكة العربية السعودية، ويُنظم تحت إشراف الاتحاد السعودي لكرة القدم، وتم إطلاق النسخة الأولى من الدوري في 11 نوفمبر 2022، حيث شارك 17 فريقًا من مختلف المناطق، وتم تقسيم الفرق إلى خمس مجموعات حسب ثلاث مناطق، ولُعبت المباريات بنظام الذهاب والإياب.

## تاريخ
في سبتمبر 2022، وافق الاتحاد السعودي لكرة القدم على إنشاء دوري الدرجة الأولى بمشاركة 17 فريقًا موزعين على ثلاث مناطق، و بدأ الدوري في 11 نوفمبر، حيث خاضت الفرق مبارياتها بنظام الذهاب والإياب.
وتم تحديد بطل دوري الدرجة الأولى من خلال نظام خروج المغلوب، حيث تأهل الفريق الفائز إلى الدوري الممتاز للموسم التالي، ليحل محل الفريق الذي احتل المركز الأخير وتم هبوطه.
في سبتمبر 2023، أُعلن عن مشاركة 26 فريقًا في الموسم الثاني من الدوري، بزيادة 9 فرق محترفة جديدة.
وفي نوفمبر 2023، أعلن الاتحاد السعودي لكرة القدم عن تغيير نظام نسخة 2024-25، حيث تم إلغاء دور المجموعات والأدوار الإقصائية، ليصبح الدوري مكونًا من 10 فرق تتنافس في نظام الدوري الكامل (ذهابًا وإيابًا).
وفي 25 سبتمبر 2024، أعلن الاتحاد السعودي لكرة القدم أن مباريات دوري الدرجة الأولى للسيدات 2024-25 سيتم بثها تلفزيونيًا لأول مرة عبر منصة (SAFF+).

## الفرق الحالية
تتنافس الفرق العشرة التالية في موسم 2024-25.
| الفريق       | الموقع | الملعب                                    | السعة  |
| ------------ | ------ | ----------------------------------------- | ------ |
| أبها         | أبها   | مدينة الأمير سلطان بن عبد العزيز الرياضية | 15,000 |
| البيرق       | الرياض | ملعب جامعة اليمامة                        | 5,000  |
| الهمة        | الرياض | ملعب جامعة اليمامة                        | 5,000  |
| الرياض       | الرياض | ملعب الأمير تركي بن عبد العزيز            | 15,000 |
| الشعلة       | الخرج  | ملعب نادي الشعلة                          | 8,000  |
| جدة          | جدة    | مدينة الملك عبد الله الرياضية             | 10,000 |
| نيوم         | تبوك   | مدينة الملك خالد الرياضية                 | 12,000 |
| العنقاء      | الطائف | مدينة الملك فهد الرياضية                  | 10,000 |
| اتحاد النسور | الخبر  | ملعب الأمير محمد بن فهد                   | 26,000 |

## وصلات خارجية
الموقع الرسمي